# Javorinka (dopływ Sopotnicy)
Javorinka – potok, prawy dopływ potoku Sopotnica na Słowacji. Cała jego zlewnia znajduje się w obrębie Doliny Sopotnickiej (Sopotnická dolina) w zachodniej części Niżnych Tatr. Ma źródła na wysokości około 1320 m w dolinie wciosowej między południowo-wschodnim grzbietem szczytu Prašivá (1652 m) i jej południowym grzbietem o nazwie Holica. Spływa początkowo w kierunku południowo-wschodnim, w połowie swojej długości skręca na wschód i na wysokości około 870 m uchodzi do Sopotnicy. Następuje to przy domku myśliwskim chata pod Javorinkou, w miejscu o współrzędnych 48°51′40″N 19°20′46″E/48,861111 19,346111. Ujście potoku Javorinka znajduje się powyżej ujścia potoku Ramžené, a poniżej ujścia potoku Studenec. Przecina go szlak turystyczny. Cała zlewnia potoku Javorinka znajduje się w obrębie Parku Narodowego Niżne Tatry. Jej dolna część to obszary porośnięte lasem, górna to piętro kosodrzewiny. 
  pieszy: Brusno (stacja kolejowa) – horareň Sopotnica – chata pod Javorinkou – Tajch – Veľká Chochuľa. Czas przejścia: 5.10 h, ↓ 4 h